# Pedraza
Pedraza és una localitat i municipi de la província de Segòvia (Espanya) situada a 37 km de Segòvia capital i està situada sobre un estratègic alçament rocós. Es tracta d'una vila medieval emmurallada, de la qual la seva cuidada rehabilitació va motivar la seva declaració com Conjunt Monumental en 1951. Durant un bona part de la seva història va exercir com a fortalesa, santuari i plaça de mercat per a tota la comarca.
Es creu que l'actual Pedraza va ser l'antiga Metereosa, esmentada per l'autor clàssic Ptolemeu. A través de la història, la vila va tenir diversos noms: Petraria (pels romans), Petrazán, Petracia Serrana, etc

## Història

### Prehistòria
Al terme municipal de Pedraza es troba la “Cueva de la Griega” amb nombrosos vestigis prehistòrics, entre els quals es troben gravats rupestres amb representacions zoomòrfiques de cavalls, cèrvids i bòvids

### Edat Antiga
S'han trobat restes de ceràmica feta a mà devora l'esplanada del castell que fan suposar que el lloc on avui s'assenta Pedraza estava habitada en el segle iv aC per un nucli de població celtibèrica.
També hi va estar ocupada durant l'època romana.

### Edat mitjana
En el segle xi queda definida la frontera entre Castella i Al-Andalus i sorgeixen les Comunidades de Villa y Tierra, mitjançant les quals es va realitzar la colonització i població de les terres reconquerides. Entre aquestes comunitats es troba la Comunidad de Villa y Tierra de Pedraza

### Segles XIV i XV
Mitjans s. XIV, Pedraza es va convertir en domini senyorial i es va mantenir aquesta situació fins començaments del s. XIX amb l'Abolició dels senyorius a Espanya.
En 1369 Enric II de Castella també conegut com a Enric II de Trastàmara, va entregar Pedraza en senyoriu a Fernando Gómez de Albornoz, com a premi a la seva ajuda en la lluita contra el seu germanastre Pere I de Castella també anomenat Pedro el Cruel. El fill d'Enric II, Joan I de Castella, va entregar el senyoriu de Pedraza a García González de Herrera (les armes dels Herrera són presents en el mur del castell).
En 1472 el primer duc de Frías i Conestable de Castella, Bernardino Fernández de Velasco, es va casar amb Blanca de Herrera, filla única de García González y Enríquez (III senyor de Pedraza), i va obtenir com a dot matrimonial el senyoriu de Pedraza. Això fa que des de mitjans s. XV fins a mitjans del s. XVI diverses generacions de senyors de la Casa de Velasco, conestables de Castella hi resideixin a Pedraza, fent que la vila es començàs a omplir de cases nobles amb blasons.
Per altra part els ramaders més rics s'aveïnen a la vila, ja que això els dona dret que les seves ovelles merines pasturin en els prats comunals.

### Seglesxviixvii
L'època de major esplendor de Pedraza va ser els s. XVI i XVII degut a la cabanya d'ovelles merines (que en aquesta època arribava quasi als 3 milions de caps) i a l'Honrado Concejo de la Mesta que controlava una atapeïda xarxa de canyades per a facilitar el tràfic ramader. La llana de Castella abastia la important indústria tèxtil segoviana així com els tallers de Bruges i Florència

### Seglesxviiiixix
És el període de decadència de Pedraza, comença en el s. XVIII i la crisi ramadera que afecta tota la meseta accentua el procés durant el segle següent. També, el 1811 les Corts de Cadis aboleixen els senyorius que a Pedraza l'exercia el Duc de Frías.
Per altra part la Comunitat de Terra i Vila es fragmenta creant Concejos amb ajuntament propi, amb la qual cosa Pedraza s'equipara a la resta dels municipis de la seva Comunitat.

### Segle XX
A començament de segle fins als anys seixanta hi ha un procés de despoblament de Pedraza, amb un abandonament de les cases que queden exposades a un procés de ruïna. Però a partir dels anys 60 la gent de la ciutat comença a comprar i restaurar les cases per transformar-les en segones residències per als caps de setmana i per als festius, transformant el sistema econòmic tradicional. Aquesta recuperació de Pedraza fa que l'any 1996, la fundació internacional Europa Nostra li concedeix un diploma “per la recuperació de la vida d'aquesta Vila Medieval emmurallada, mitjançant un respectuosa rehabilitació dels seus vells edificis, amb la freqüent col·laboració de la iniciativa privada”
En l'actualitat la Comunidad de la Villa y Tierra de Pedraza abasta 18 municipis i funciona com una institució administrativa del seu patrimoni cultural.

### Fundació de poblacions a Amèrica per part de pedrazans
De Pedraza eren diversos conquistadors que van fundar les ciutats de Pedraza i Pedraza La Nueva en l'estat veneçolà de Barinas. La ciutat de Nuestra Señora de Pedraza va ser fundada per Gonzalo Piña Ludueña, natural de Gibraltar, en 1591, en honor del Dr. Antonio González, governador del Nuevo Reino de Granada, qui era natural de la vila segoviana de Pedraza. Els començaments d'aquesta ciutat van ser bastant durs i va ser destruïda en diverses ocasions pels indis jirajaras, fins al punt que van acabar fundant una altra ciutat uns anys després més cap a l'est, amb el mateix nom de Pedraza. No obstant això, com l'antiga població va continuar malgrat tot en la ubicació original, van començar a diferenciar-se amb els noms de Pedraza i Pedraza La Nueva, aquesta última amb el nom actual de Ciudad Bolivia, de més de 20.000 habitants, cabdal del municipi de Pedraza. Un bon exemple del que va significar l'obra espanyola a Amèrica amb l'emigració (que va ocasionar la despoblació de moltes regions espanyoles) i la colonització i fundació de 40.000 ciutats en el Nou Món.

## Llocs d'interès

### El poble

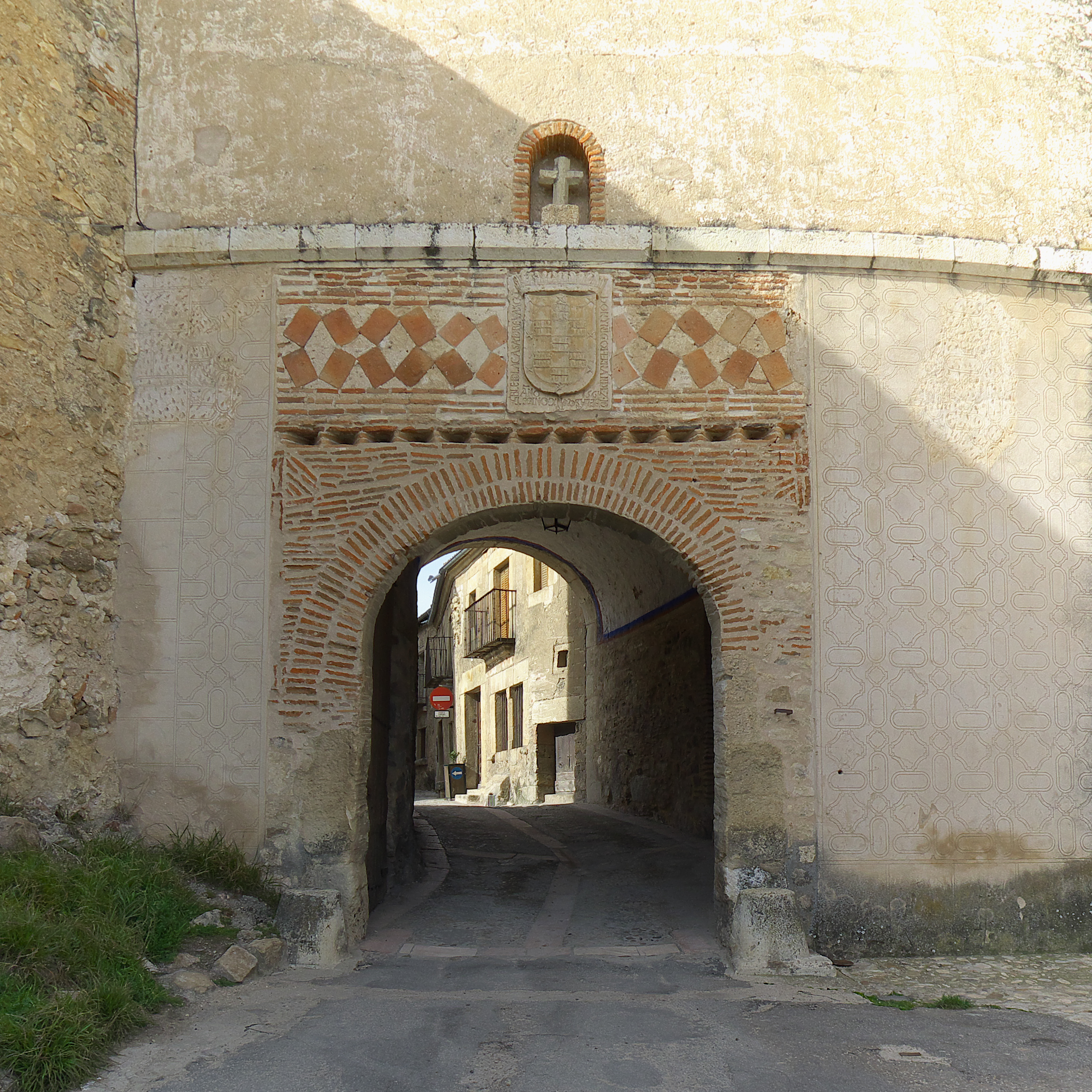
Porta de la Vila amb l'escut dels Velasco en la part superior

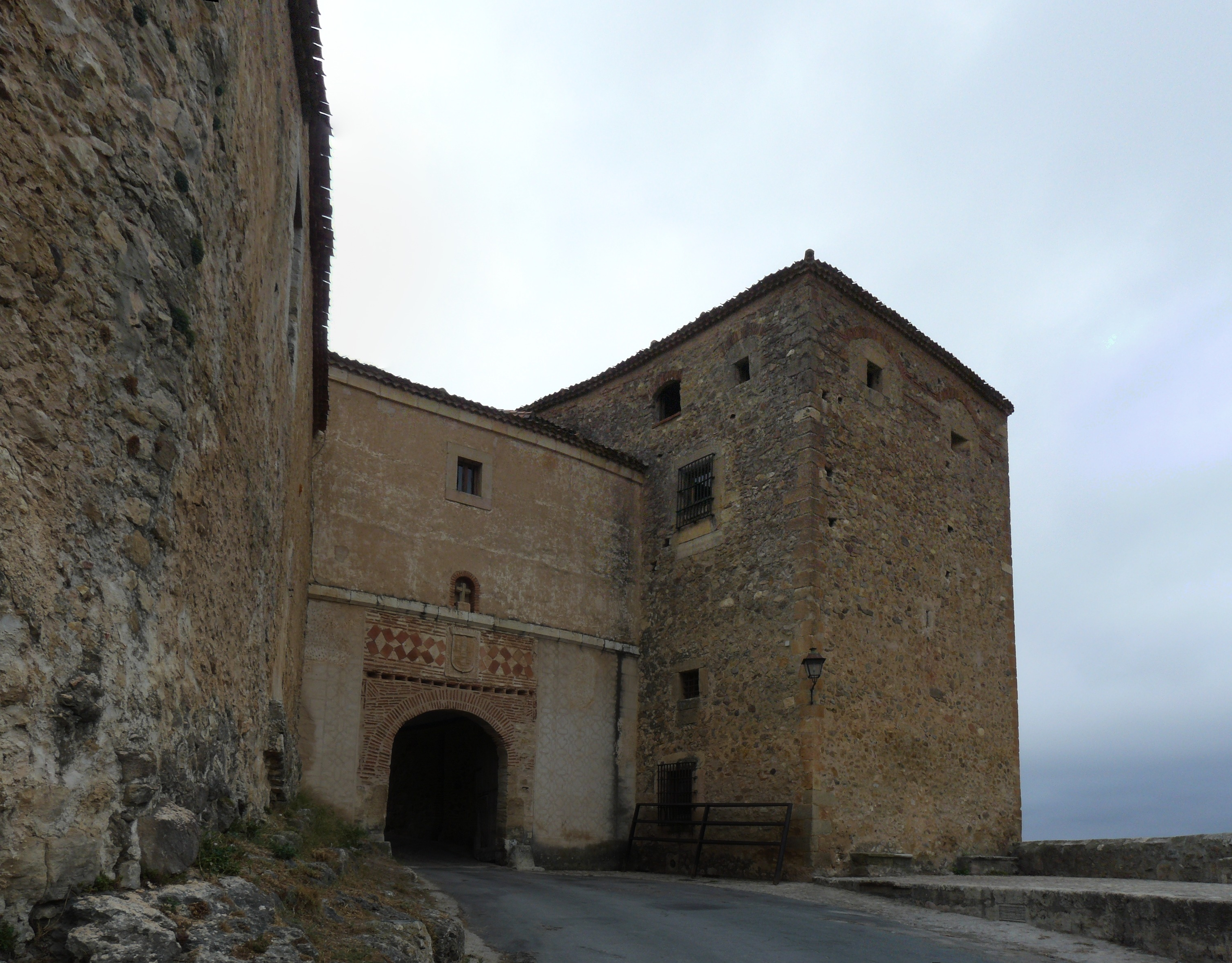
Porta i presó de la Vila

S'entra a Pedraza per la porta de la Vila del s. XVI, que té aferrada l'antiga presó. Damunt la porta trobam l'escut dels Velasco. Si es tanca la porta el poble queda protegit dins les muralles.
Continuam pel carrer Reial cap a la plaça Major on a mitjan carrer trobarem un balcó que fa cantonada, és la Casa de Pilatos, un casal del s. XVI que va pertànyer a la família Ladrón de Guevara. Al davant, obligant al carrer Reial a fer una finta, trobam una altra de les cases de Pedraza amb més sabor, on l'últim dels seus tres pisos és un entramat de fusta i maó característic de l'edat mitjana. En l'últim tram abans d'arribar a la Plaça Major i al seu costat imparell es troben els escuts dels Pérez, dels Salcedo, dels Velasco i Ladrón de Guevara, famílies que el van ocupar al començament del segle xviii.
De la plaça Major sortim cap al carrer Major que ens durà al Castell de Pedraza. En aquest carrer només es conserva la façana del palau del Comte de Pineda, que llueix un portal adovellat tancat en arc i remarcat per un arrabà. S'ha perdut el blasó, però conserva restes del típic esgrafiat de gotes, molt comú en moltes de les cases de Pedraza.
El carrer de la Calzada ens fa tornar a la Porta de la Vila. En ella varen habitar també famílies il·lustres com els Hernández, en el casal del qual trobam en l'actualitat la coneguda botiga "De Natura". Entorn del carrer del Matadero es troba el territori parroquial de santo Domingo, on, al començament del segle xv, es localitzava la Jueria de Pedraza. Davant l'arruïnada ermita de santo Domingo, trobem un gran casal ocupat en l'actualitat per l'Hostería Pintor Zuloaga i que antany albergava les dependències del Sant Tribunal de la Inquisició, instal·lades molt probablement sobre el solar de l'antiga sinagoga jueva. A la façana trobam l'escut del Sant Tribunal, amb la creu, el palmell i l'espasa, al costat de la creu de Sant Domingo.

### Presó de la Vila

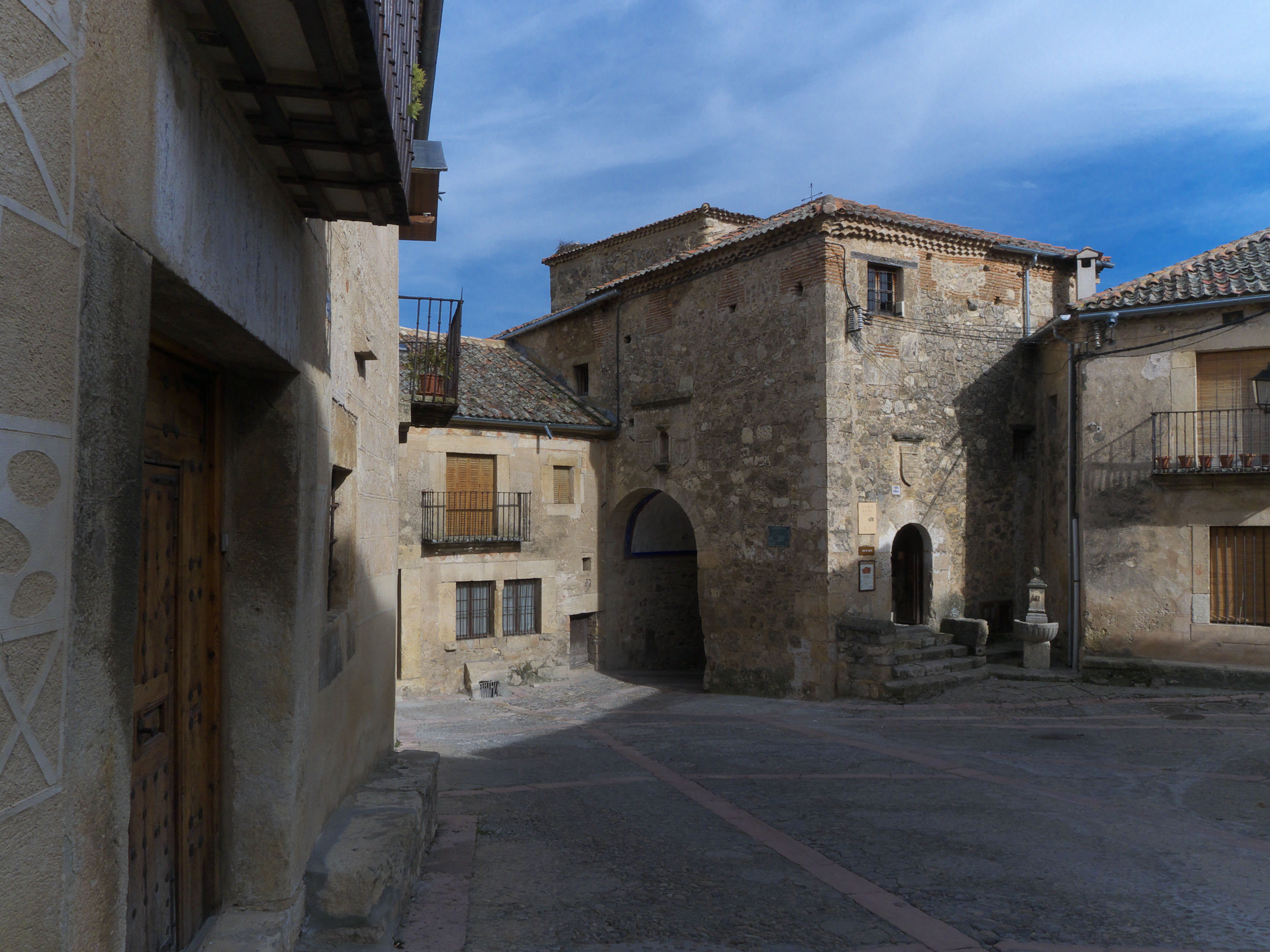
Presó de la Vila

Va ser construïda en el segle xiii i es va utilitzar originalment com a torre de vigilància. Va ser reconstruïda en el s. XVI rehabilitant-la com a presó i està integrada en la porta d'entrada i sortida de la vila. La façana que dona a l'entrada té una finestra en la part superior per al control de l'entrada i sortida dels vilatans per part del carceller.
A l'interior es poden veure les cel·les de fusta i la masmorra, els ceps per a mans i peus, una gran xemeneia a les dependències del carceller, etc.

### Plaça Major

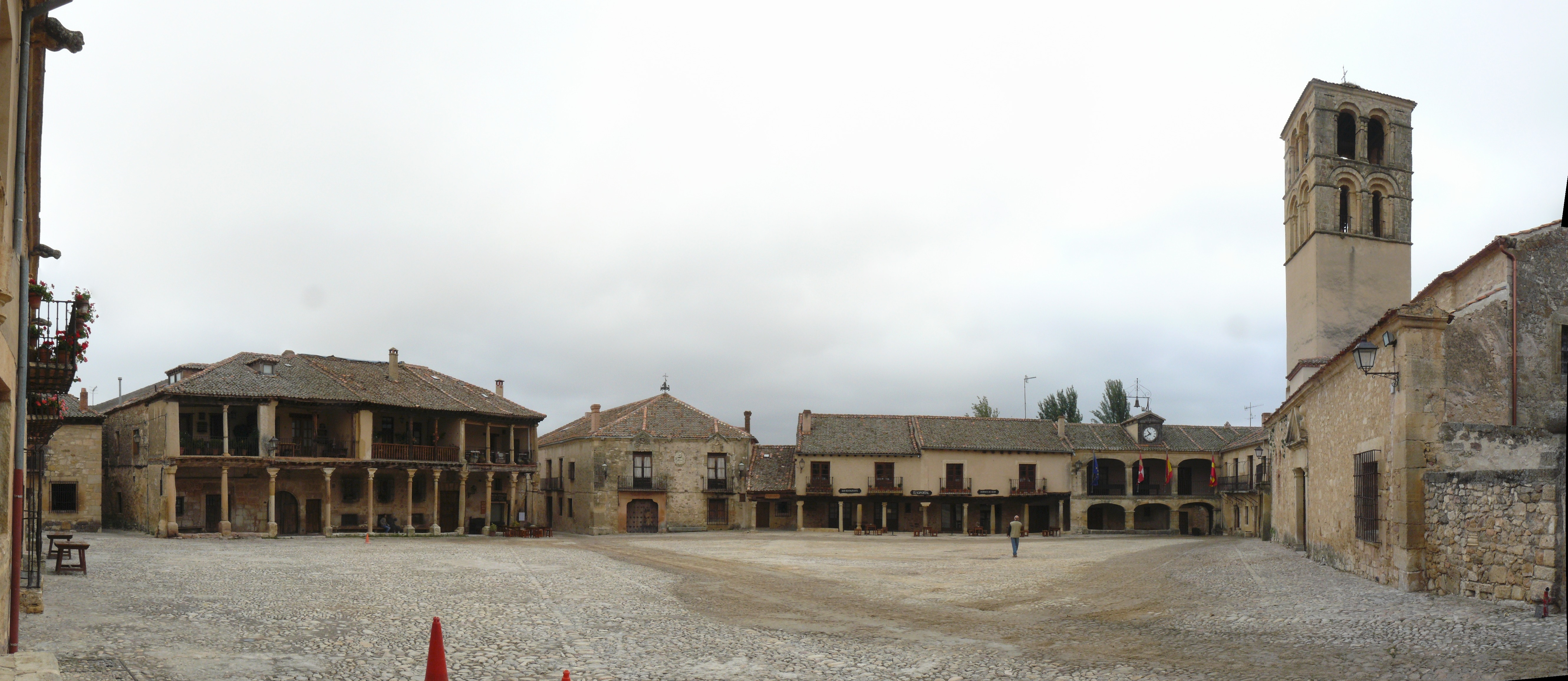
Plaça Major

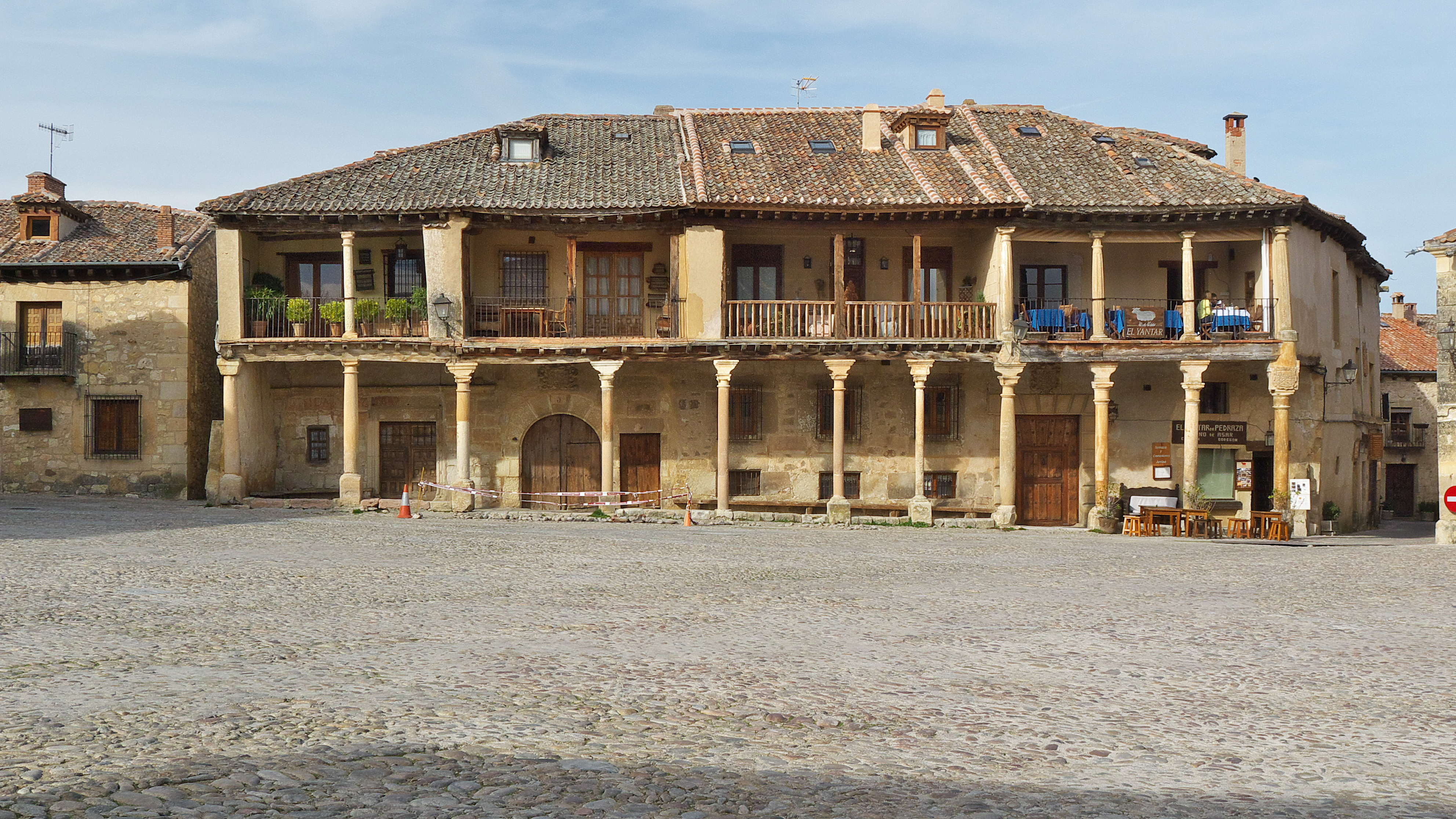
Casals porxats de la plaça Major

Aquesta plaça també va ser coneguda com la plaça del bestiar. Té una forma irregular i es va crear perquè les famílies dels nobles poguessin gaudir des dels balcons de les corregudes de toros que es fan des de 1550.
Els palaus i casals que donen a la plaça són dels segles xvi i xvii i conserven a les façanes els corresponents escuts d'armes.
Donant al carrer Reial destaquen els casals porxats, on els casals són del s. XVI i els porxos es varen adossar un segle després. Donant també al carrer Reial, però a l'altre costat es troba la casa pairal dels Pérez de la Torre, originaris d'Astúries, que habitaven ja aquesta casa al segle xvi. En la seva façana en destaquen tres blasons; sobre les finestres del pis superior trobem les armes dels Pérez de la Torre i dels Perex, mentre el tercer escut va ser col·locat recentment per la família Becerril i Antón Miralles, els seus actuals propietaris. En aquesta casa es va allotjar el rei Carles IV amb motiu d'una visita de tres dies a la Vila.
Seguit a aquest casal hi ha un nou tram porxat, que va estar ocupat en el seu dia per la residència de l'escrivà de la Vila, D. Lope de Ortes, i per les cases del lli i pes de farina del Concejo.

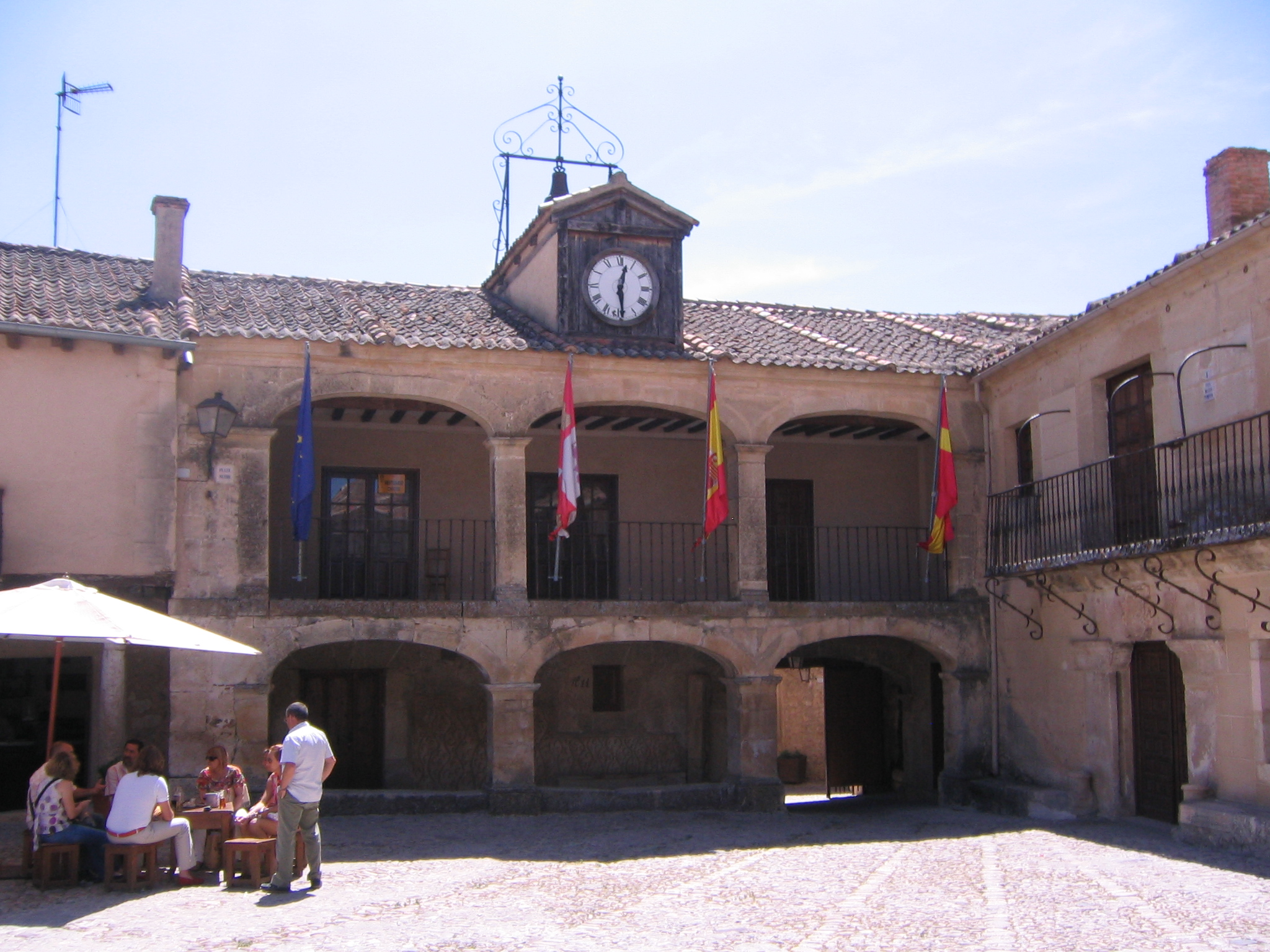
Ajuntament i Comunidad de la Villa y Tierra

A continuació ens trobam amb les dependències de l'Ajuntament i de la Comunitat de Vila i Terra de Pedraza, que formen l'angle sud-oriental de la Plaça. L'ús de les Cases d'Ajuntament es generalitza en temps dels Reis Catòlics, a finals del segle xv. Fins llavors, les assemblees del Concejo es reunien a la sortida de missa, previ avís a campana repicada, en els porxos de l'església de sant Joan. Per a això, el Consell adquireix, en 1498, un habitatge privat confrontant amb el de Vila i Terra que serà ampliat més tard amb la compra del solar de l'antic Hostal de la Vila. En 1627 s'inicia, al costat de l'edifici llavors destinat a compra i venda de blat, la construcció de la Casa d'Ajuntament de Vila i Terra, finalitzant les obres l'any 1629, any en què es paga l'escultor Felipe d'Aragó, 1870 maravedís per fer l'escut i les lletres de la casa de l'Ajuntament, que encara es conserven sobre la llinda de l'entrada, amb la referència que l'obra es va fer a costa de Vila i Terra ". Ambdues dependències varen romandre unides fins al 1888, any en el qual s'acorda la distribució física de l'immoble entre la Comunitat i l'Ajuntament de Pedraza.
A la plaça dona l'església de Sant Joan Baptista.
Avui en dia es continua transformant en plaça de toros durant les festes patronals del 6 a l'11 de setembre

### Castell

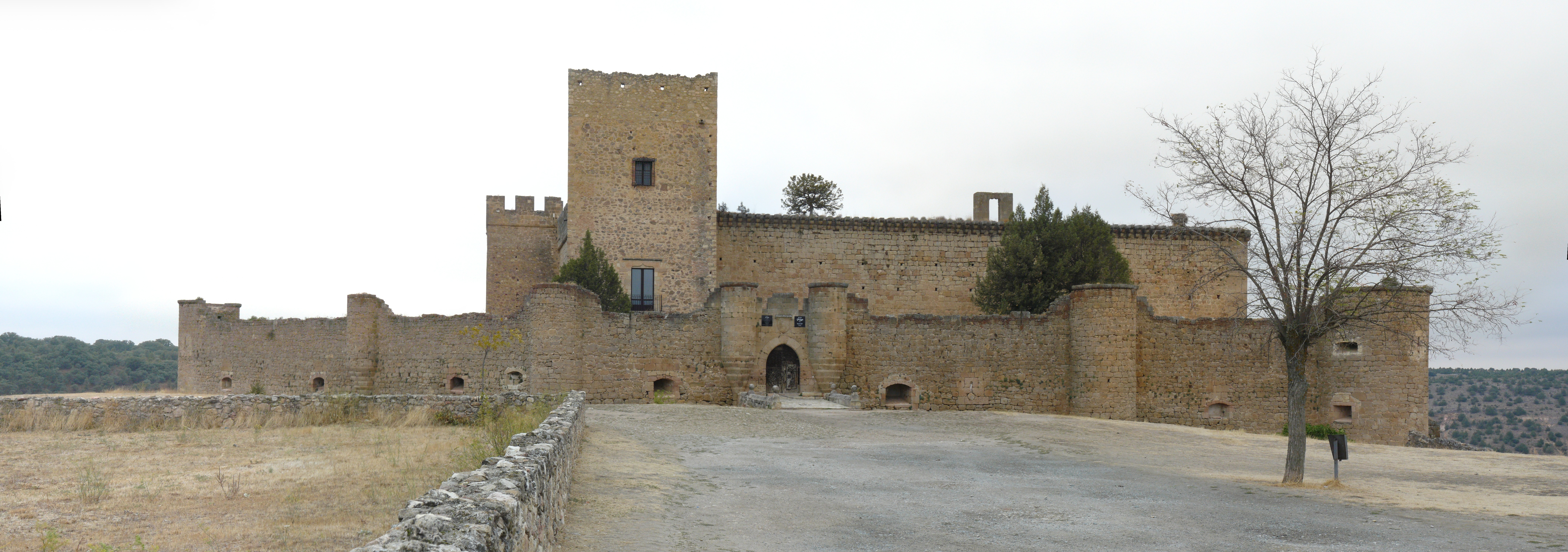
Castell de Pedraza

Un fossat envolta al primer recinte fortificat amb cubs i baluards. La porta és d'àlber negre amb pics de ferro incrustats com a defensa. A l'entrada es troba l'escut de Pedro Fernández de Velasco, fill d'Iñigo i dins el castell, a l'escala que du a l'aljub hi ha l'escut dels Herrera.
Va ser construït al segle xiii i reconstruït en el XV que és quan es va construir la torre de l'homenatge, quadrada i de tres pisos. En el s. XVI Iñigo Fernández de Velasco i els seus fills reformen el castell, afegint els mur defensiu adherit a la Torre de l'Homenatge i el mur exterior, donant-li l'estructura actual.
En aquest castell varen estar presoners els fills del rei Francesc I de França des de 1525 fins a 1529 segons es va estipular en el tractat de Madrid.
El 1925 el va comprar el pintor Ignacio Zuloaga per 12.999 ptes en estat ruïnós i va restaurar la torre de l'homenatge, en la qual va instal·lar el seu taller de pintura. Posteriorment els seus hereus han habilitat l'altra torre transformant-la en el Museu Zuloaga.
El museu conté un Crist del Greco, un retrat de la comtessa de Baena de Goya i un bodegó flamenc del segle xvii.

### Església de Sant Joan

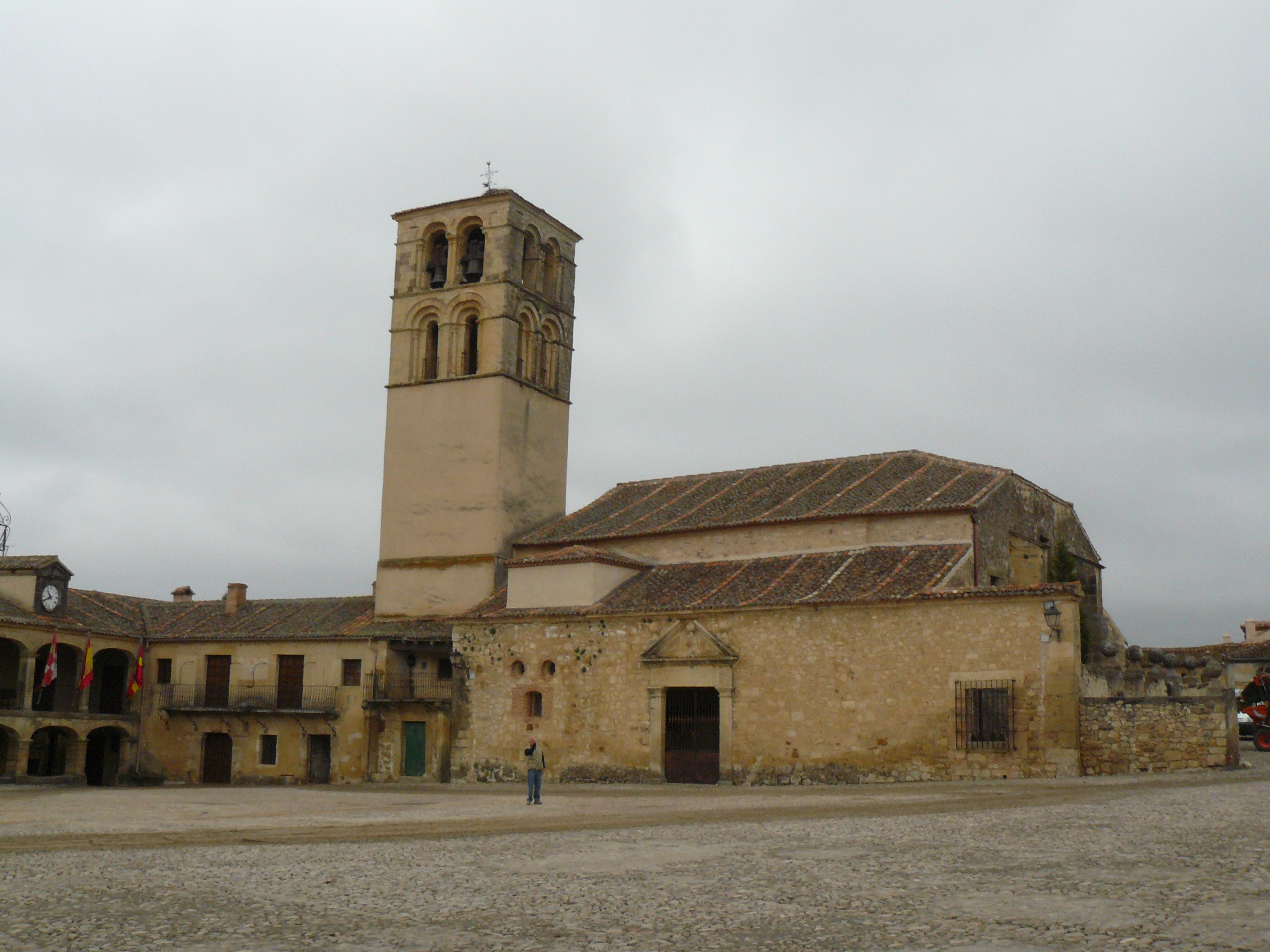
Església de sant Joan Baptista

L'església de Sant Joan Baptista (iglesia de San Juan Bautista en castellà) està situada en la Plaça Major i en ella podem contemplar elements romànics com la torre, amb doble arcuació a la part superior i l'absis.

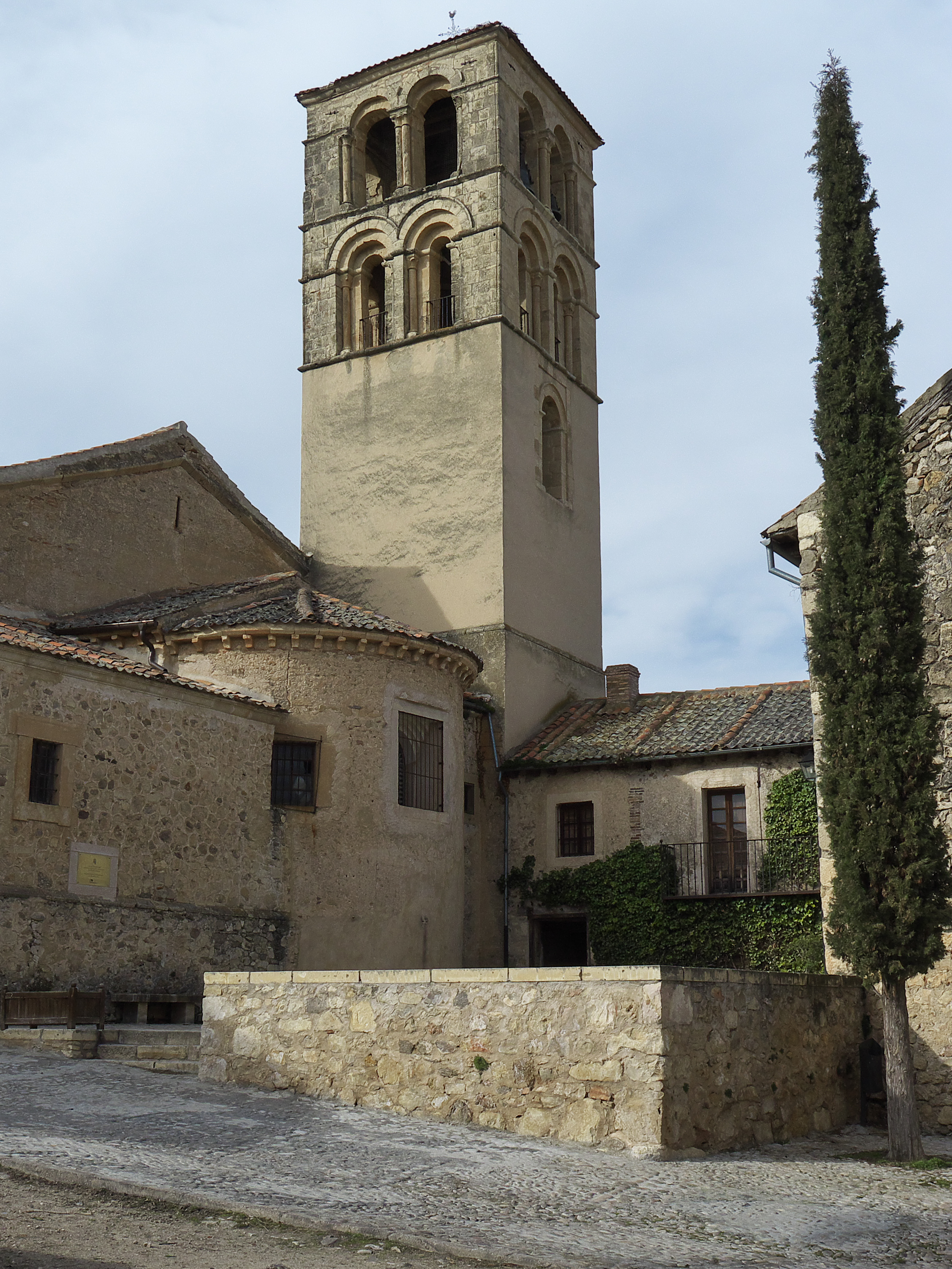
Plaça de l'Absis

Probablement, la major part de l'edificació actual correspongui a les obres dutes a terme al segle xvi, en què es va respectar un bell atri romànic que formava la façana a la Plaça Major, en el qual se celebraven les reunions del Concejo i des del que es publicaven les subhastes els dies de mercat. En l'últim terç del segle xix, aquest atri romànic va ser encegat per ordre del rector, per evitar la invasió de nois, que jugaven sota el pòrtic. Quan es va cegar es va col·locar una portada procedent de l'església de santo Domingo, que és la que podem veure en l'actualitat.
A l'interior, l'estil romànic inicial es va revestir d'estil barroc durant els segles xvii i XVIII, conservant la pila baptismal romànica del s. XIII. L'òrgan és del s. XIX.
A la base de la Torre hi ha un Balcó Verd, fet construir en el s. XIX per Juan Pérez de la Torre y Zúñiga per poder contemplar les festes taurines, ja que aquest habitava una casa del carrer reial, sense vistes a la plaça.
A la base de la torre, un estret passadís ens condueix a la Plaça de l'Absis. Durant les festes aquesta plaça fa de corral on es tanquen els toros. En 1628, aquest espai va ser adquirit per l'Ajuntament per servir de descans a les cavalcadures dels que acudien al mercat setmanal.

### Ermita de Santa Maria de Mediavilla

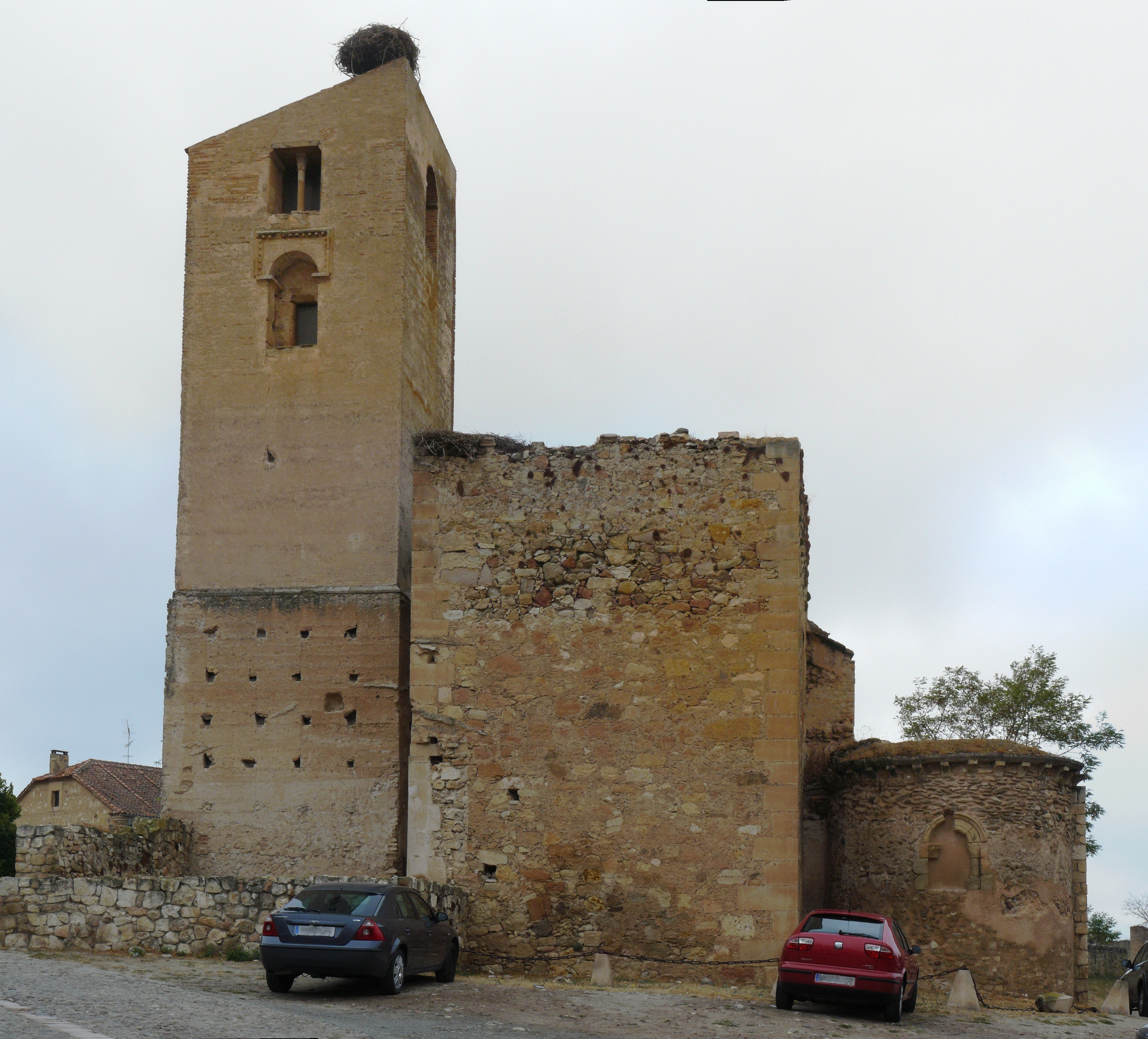
Ermita de Santa Maria de Mediavilla

Té el seu origen en l'Edat Mitjana i era parròquia d'una de les quatre zones parroquials en què es dividia Pedraza. En ella se celebrava tots els esdeveniments de caràcter religiós de la Casa Velasco. Es va reconstruir quasi totalment en el s. XVI. Es troba en estat ruïnós i conserva un absis romànic.
És d'estil romànic i es troba en estat ruïnós. La porta conserva completes les vuit pedres tallades en els brancals i les set que fan l'arc. És propietat dels hereus del pintor Zuloaga i es fa servir com a sala d'exposicions a l'aire lliure.

### Pou de les Hontanillas
És un pou del s. XV de 15 m d'alçada, que servia d'aljub al poble. Ha estat rehabilitat recentment per l'Ajuntament.

## Gastronomia
La localitat rep moltes visites a la recerca de la seva famosa anyell rostida. Compte amb nombrosos restaurants que ofereixen a més la varietat de plats típics segovians, com judiones, cochinillo, ponche segoviano.

## Festivitats i esdeveniments

### La nit "de las velas"
Aquesta celebració congrega tots els anys a una enorme quantitat de visitants. Tant els habitants com molts visitants adornen la població amb milers d'espelmes al començament del mes de juliol (primer i segon dissabtes d'aquest mes). S'apaguen les llums públiques i es tanquen moltes finestres si es vol encendre alguna llum amb la finalitat de ressaltar la il·luminació dels carrers, finestres, places, jardins i patis. La simple col·locació de les espelmes enceses triga diverses hores a hora foscant.

## Pedraza en els films i sèries
Pedraza ha servit d'escenari per al rodatge de diversos films i sèries:

### Films
- La galeria dels monstres, de 1924 (en francès)
- La aldea maldita, de 1930 (en castellà)
- El escándalo, de 1943 (en castellà)
- Jeromín, de 1953 (en castellà)
- Chimes at Midnight (Campanes a mitjanit), de 1966 (en anglès)
- The Immortal Story (Una història immortal), de 1968 (en castellà)
- La folie des grandeurs (Deliris de grandesa), de 1971 (en castellà)
- El amor del capitán Brando, de 1974 (en castellà)
- La petición, de 1976 (en castellà)
- Así en el cielo como en la tierra, de 1995 (en castellà)

### Sèries televisives
- El pícaro, de 1974 (en castellà)
- Los desastres de la guerra, de 1983 (en castellà)
- Teresa de Jesús, de 1984 (en castellà)
- Isabel, sèrie de televisió iniciada el 2012.
- Toledo, cruce de destinos, de 2012 (en castellà)
- 30 monedas, de 2020 (en castellà)